# Wierzbicki-Palast

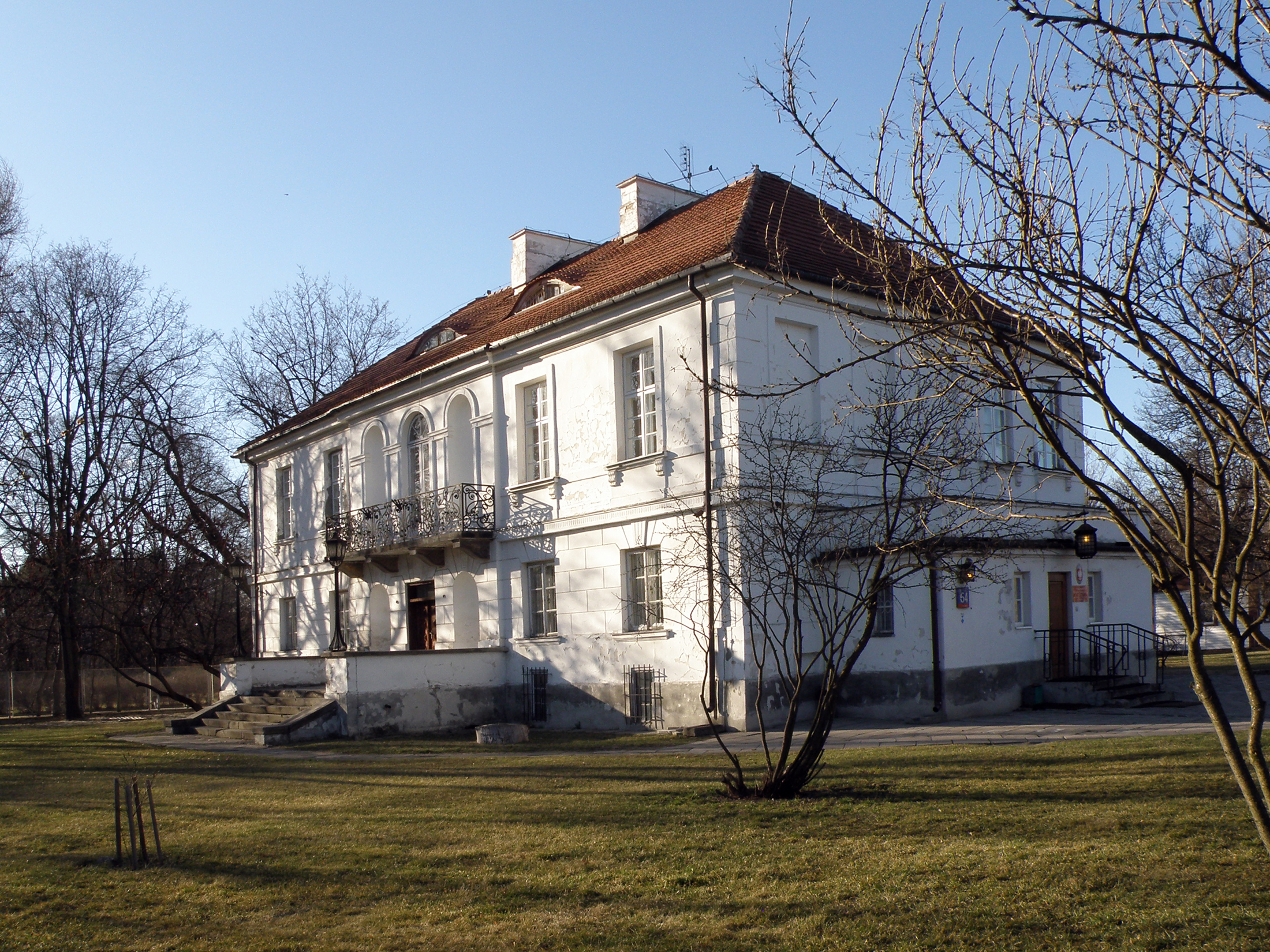
Wierzbicki-Palast

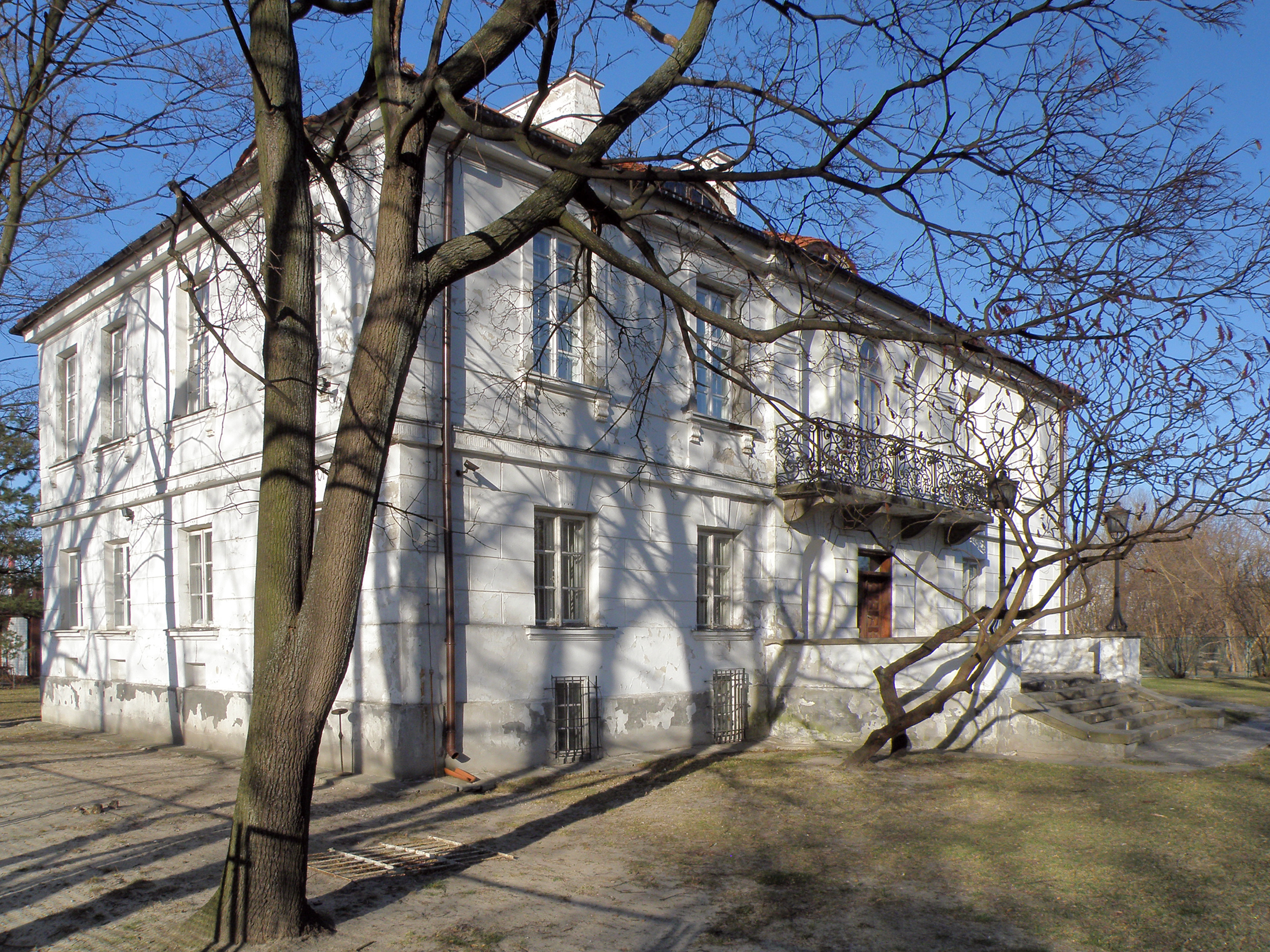
Die westliche Stirnseite des Palastes vom „Leśnik“-Park aus gesehen

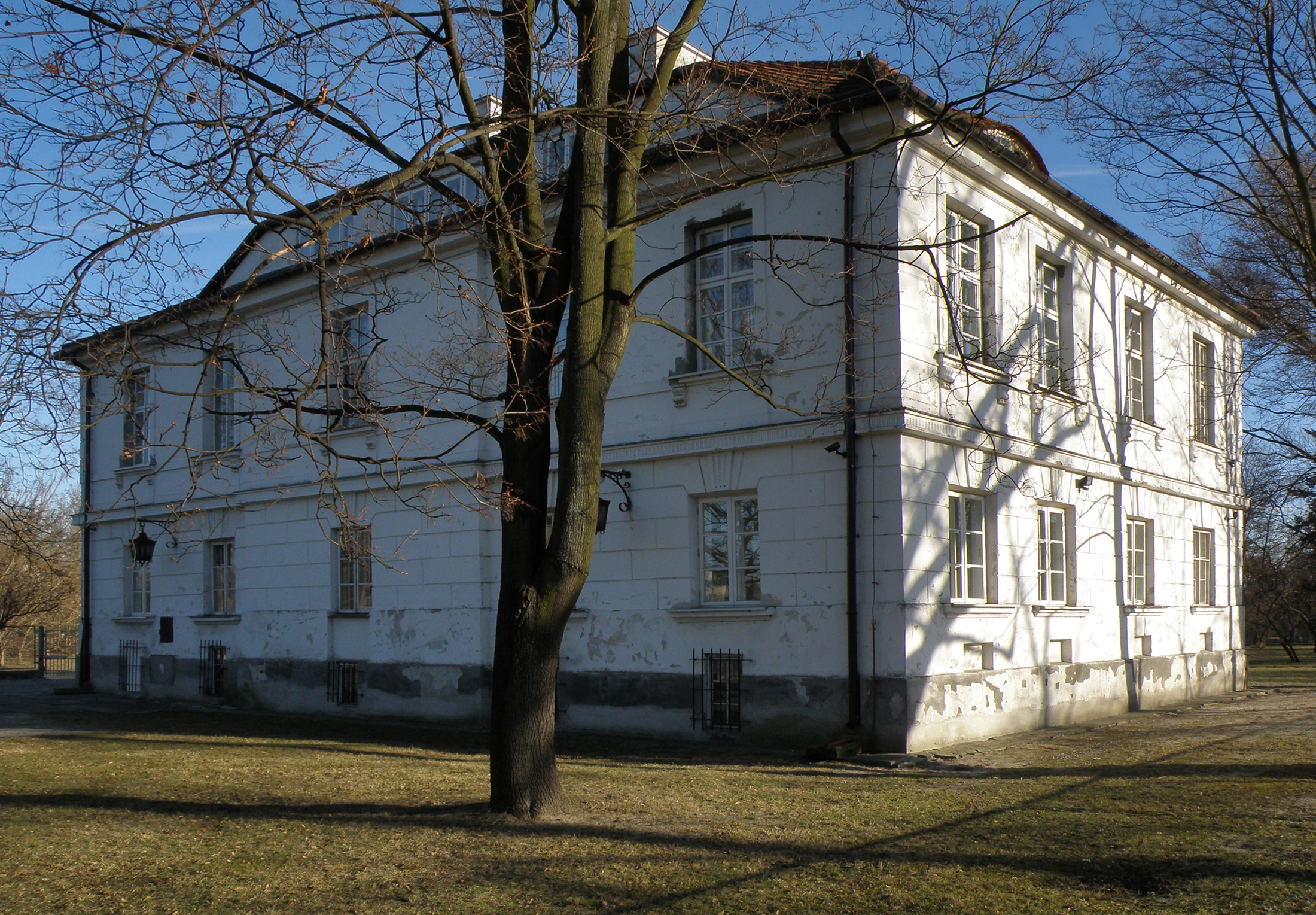
Die Nordwestecke; erkennbar der dezente Mittelrisalit auf der Längsachse

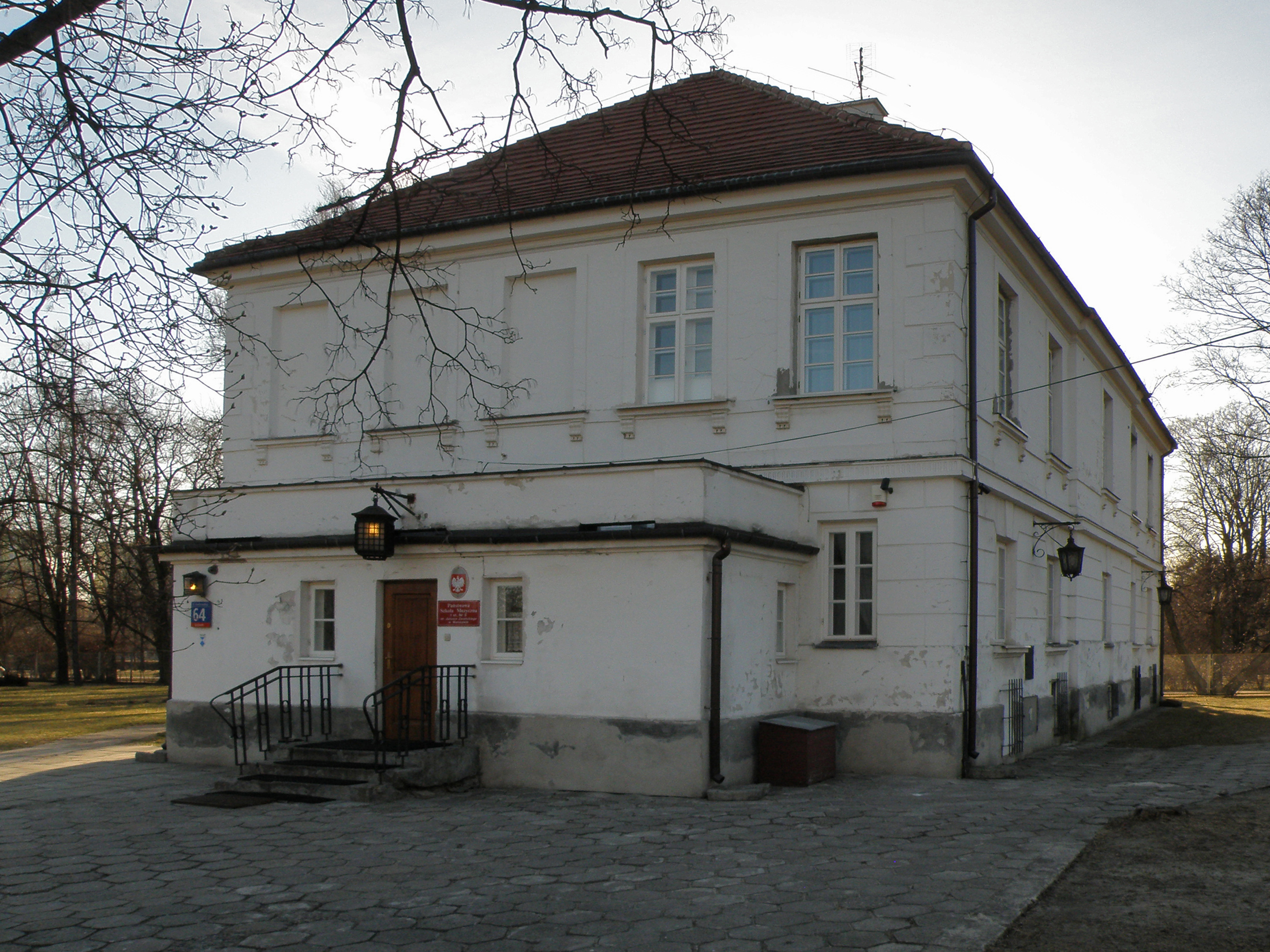
Zugang zur heutigen Musikschule von der Ulica Kwatery Głownej

Der Wierzbicki-Palast, auch als Grochowski-Herrenhaus oder Palais des Prinzen Michał Poniatowski bezeichnet (polnisch: Dworek Grochowski oder Dwór księcia Michała Poniatowskiego) befindet sich an der Ulica Grochowska 64 im Warschauer Stadtteil Praga Południe. Das unter Denkmalschutz stehende Gebäude wurde als kleinere Residenz klassizistischen Stil erbaut und dient heute als Sitz einer Musikschule.

## Geschichte
Die Geschichte des Gebäudes ist nicht eindeutig geklärt. Als gesichert gilt, dass der Schwede Karl Osterhof die heute bestehende Residenz Ende der 1830er Jahre errichten ließ. Im Jahr 1835 hatte er einen Teil des vormaligen Landgutes Grochów erworben und dort eine Bierbrauerei, eine Schaumweinfabrik sowie eine Schnapsbrennerei angelegt. Von 1915 bis 1918 befand sich hier eine Schule, in der Pola Gojawiczyńska unterrichtete. Ab 1818 betrieben Methodisten hier ein Waisenhaus.
1924 erwarb der Politiker und Industrielle Andrzej Wierzbicki den Palast und ließ ihn von 1925 bis 1927 nach einem Entwurf von Zdisław Kalinowski und Maksymilian Goldberg grundlegend sanieren. Bis 1939 blieb er im Besitz der Familie Wierzbicki. Im Zweiten Weltkrieg wurde er nur wenig beschädigt und devastiert. Im Jahr 1956 erfolgte die Renovierung; heute dient er als Sitz einer staatlichen Musikschule (Państwowa Szkoła Muzyczna I st. nr 3 im. Juliusza Zarębskiego).

### Strittige Baugeschichte
Möglich ist, dass der von Osterhoff errichtete Palast auf einem älteren Gebäude aufbaut. Es könnte sich dabei um ein eingeschossiges Landhaus gehandelt haben, dass in den 1770er Jahren etwa hier von dem Politiker und polnischen Primas Michał Jerzy Poniatowski errichtet worden war und bis in die 1810er Jahre mehrfach erweitert oder umgebaut (eventuell war daran auch der Baumeister Friedrich Albert Lessel beteiligt) wurde.

### Legende
Angeblich soll das Gebäude in der verlustreichen Schlacht bei Grochów während des Novemberaufstandes als Hauptquartier des Generals Józef Chłopicki gedient haben. Auch wenn in der Wand des Gebäudes eingemauerte Kanonenkugeln sowie der Name der Zubringerstraße (Ulica Kwatery Głównej; deutsch: Straße des Hauptquartiers) auf diesen Zusammenhang hindeuten, ist er dennoch nicht belegbar. Aufgrund der Annahme, dass der Palast das Hauptquartier Chłopickis war, spielt die Handlung des 1898 aufgeführten und den Aufständischen gewidmeten Theaterstücks „Warszawianka“ (deutsch: „Die Warschauerin“) von Stanisław Wyspiański in diesem Palast.

## Lage und Architektur
Der Palast liegt auf der rechten Weichselseite etwa 5 Kilometer (Luftlinie) von der Warschauer Innenstadt entfernt, rund 200 Meter nordwärts der stark befahrenen Ulica Grochowska und grenzt ostwärts an den Stadtpark Oberst Jan Szypowski „Leśnik“ (polnisch Park miejski im. płk. Jana Szypowskiego „Leśnika“). Es handelt sich um einen bescheidenen, von einem heute rund 4000 Quadratmeter großen, parkähnlichem Garten umgebenen klassizistischen Bau mit Stilelementen der Renaissance. Über einem Halbparterre befinden sich zwei Stockwerke mit einem gedeckten Walmdach. Der Zugang zum Gelände erfolgt über die schmale Ulica Kwatery Głownej, zu der der Bau im rechten Winkel steht. Der Eingang zum Palast befindet sich heute damit an der schmalen Ostfassade. Hier wurde an den ansonsten viereckigen Palast ein kleiner, eingeschossiger Vorraum angefügt. Die Längsfassaden verfügen über je einen dezenten Mittelrisalit; zur Südseite befindet sich in diesem Risalit ein Ausgang mit Freitreppe zum derzeitigen Garten. Hier wurde über die gesamte Breite des Risalits ein Balkon im ersten Stock angebracht, der mit einem schmiedeeisernen Gitter in barocker Ausgestaltung versehen ist. Das Dach wurde auf der schmuckloseren Nordseite – vermutlich erst nach dem Krieg – ausgebaut und mit einer Fensterleiste versehen.